# Pyrus caucasica
Pyrus communis là loài thực vật có hoa trong họ Hoa hồng. Loài này được Fed. miêu tả khoa học đầu tiên năm 1952.

## Hình ảnh

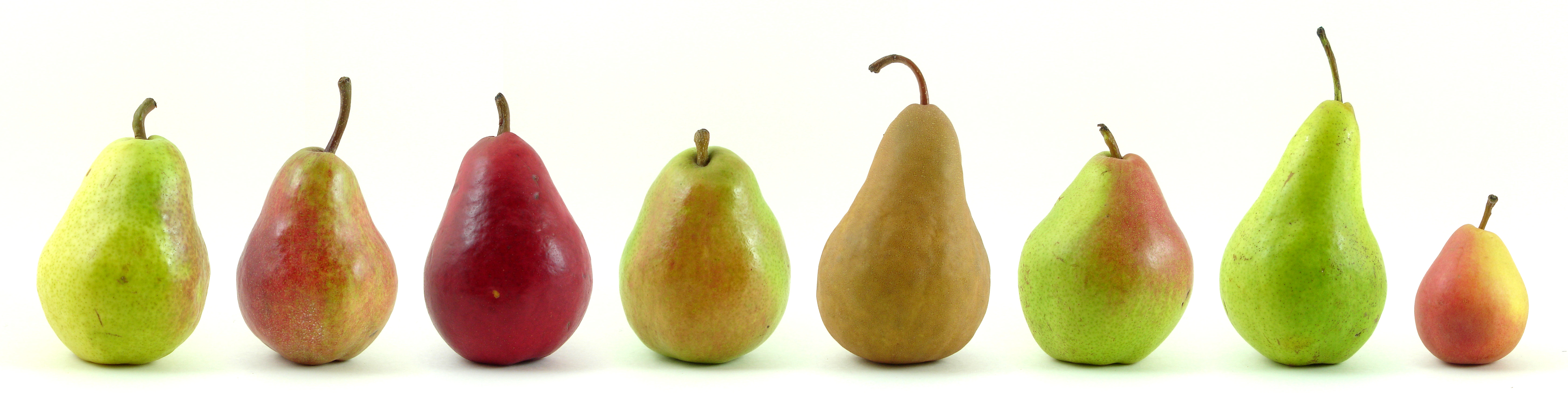
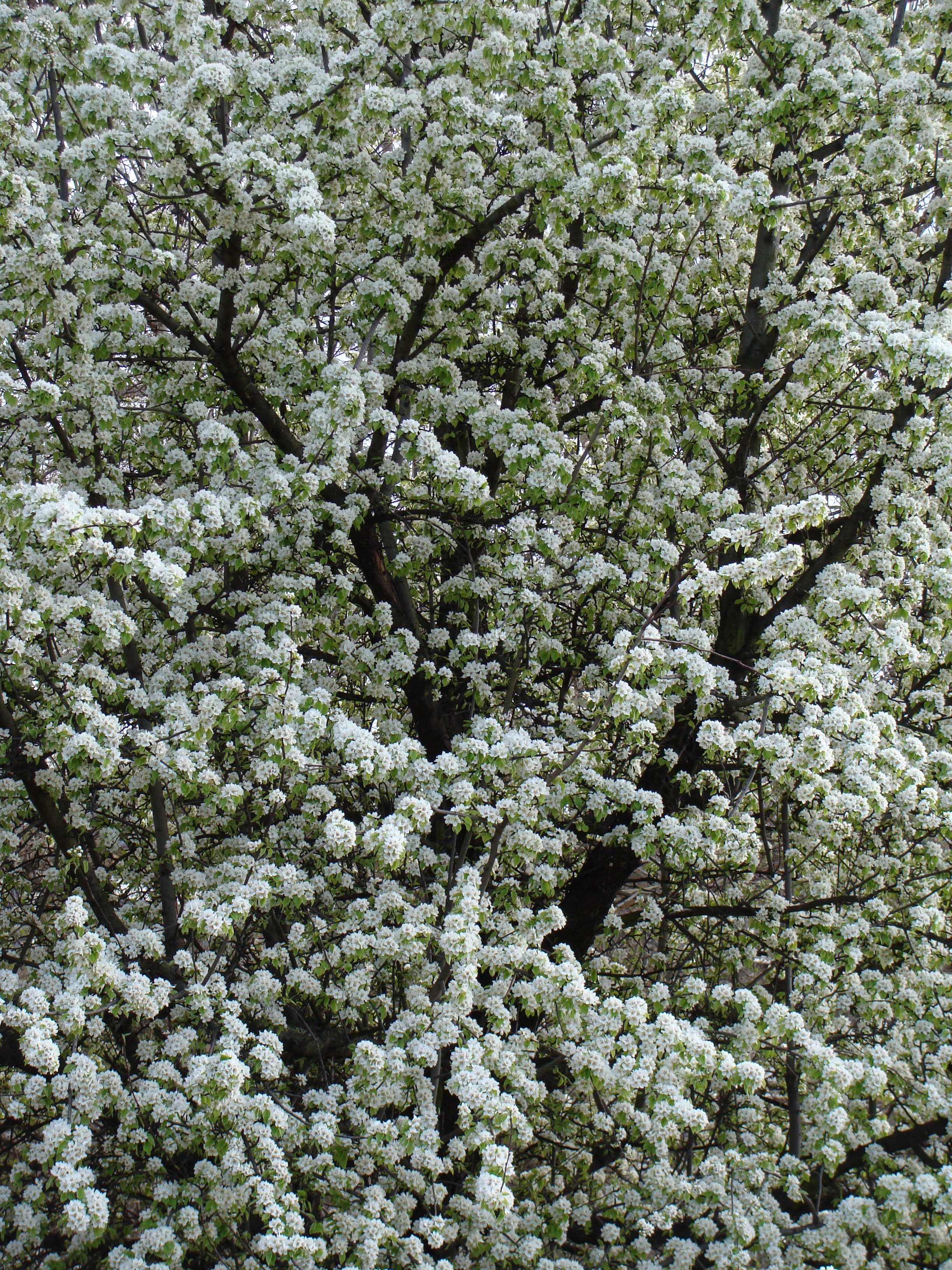
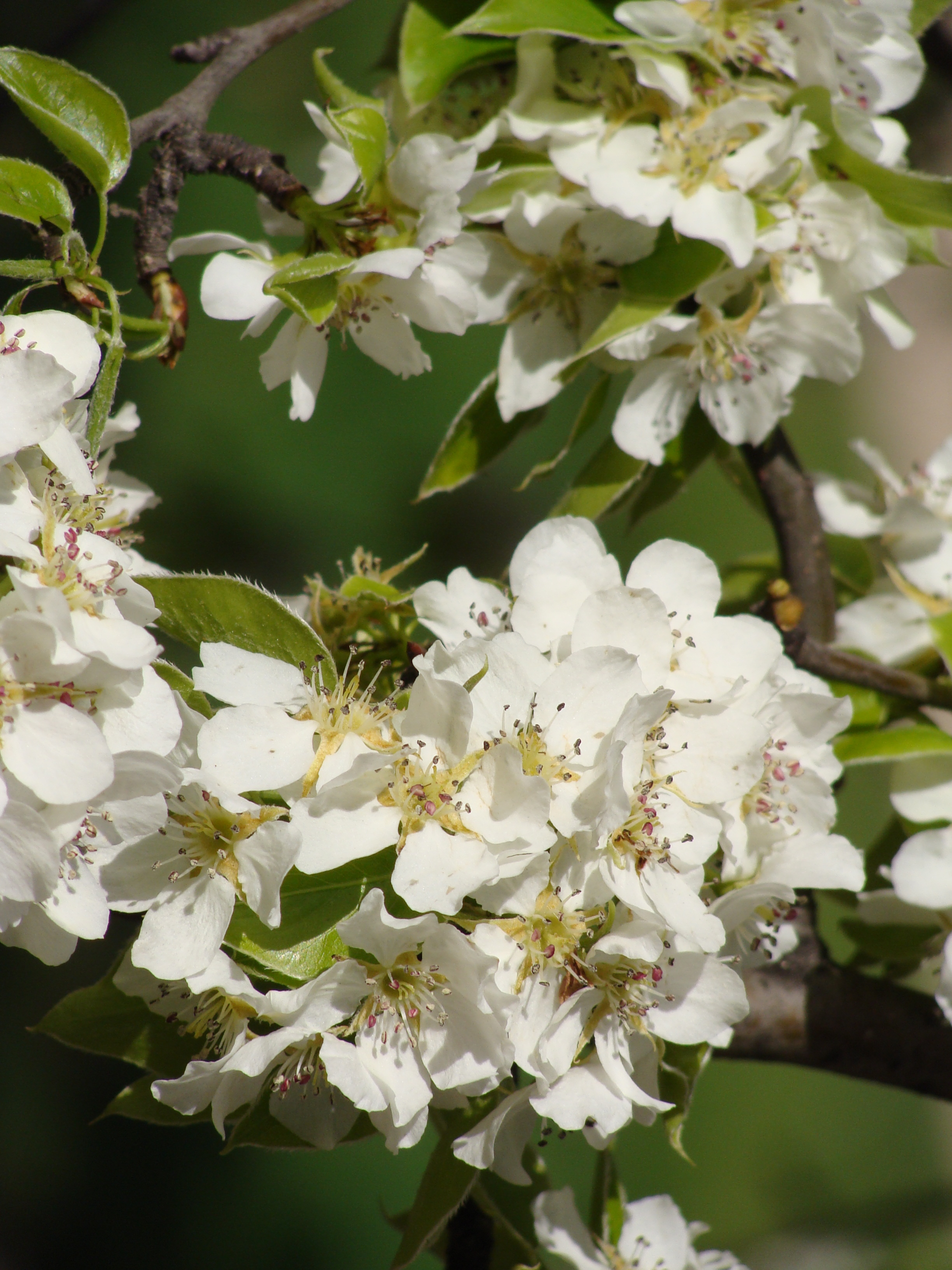
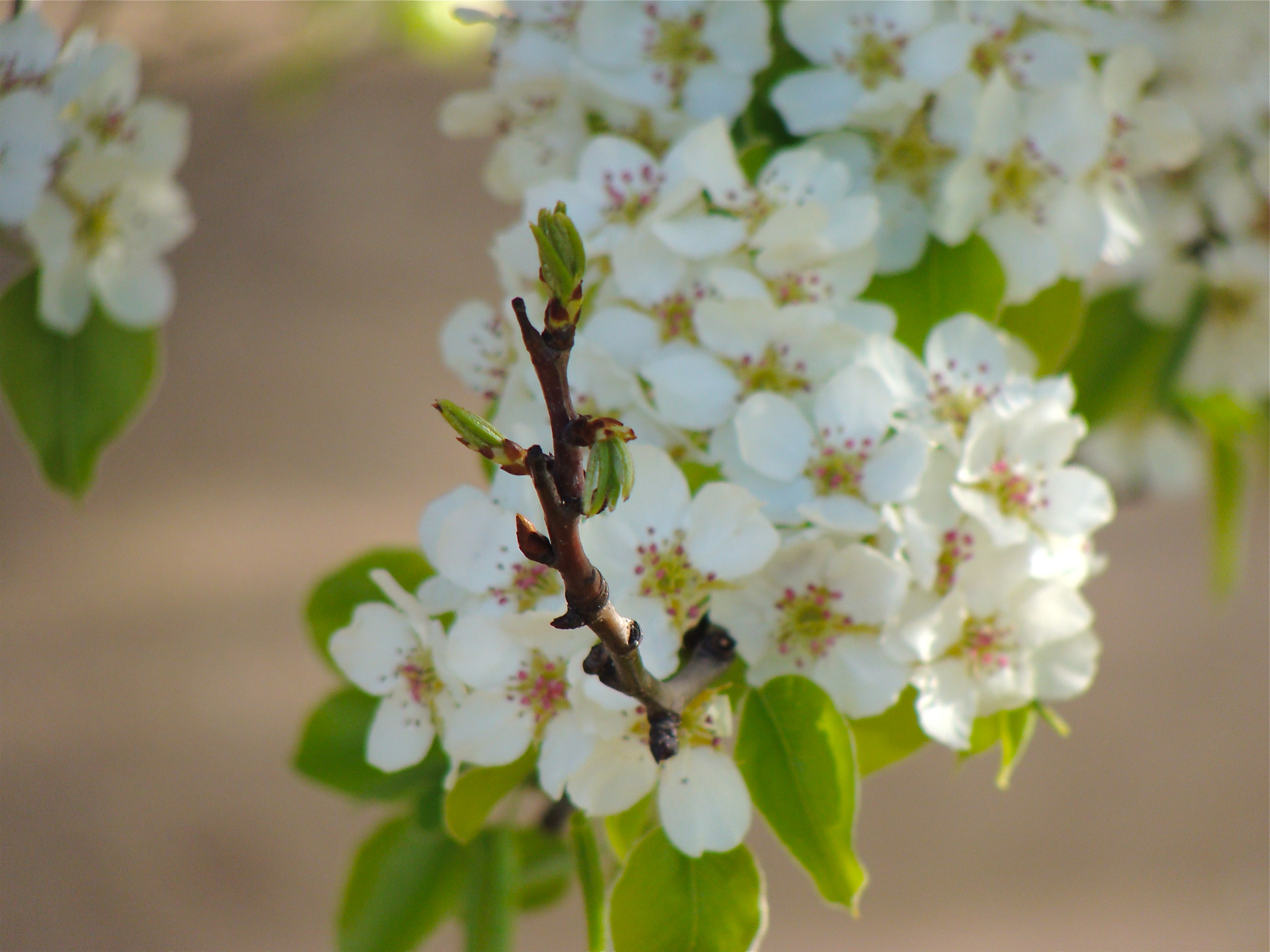